# Caledonia (Missouri)
Caledonia é uma vila localizada no estado americano de Missouri, no Condado de Washington.

## Demografia
Segundo o censo americano de 2000, a sua população era de 158 habitantes. 
Em 2006, foi estimada uma população de 164, um aumento de 6 (3.8%).

## Geografia
De acordo com o United States Census Bureau tem uma área de 
0,4 km², dos quais 0,4 km² cobertos por terra e 0,0 km² cobertos por água.

## Localidades na vizinhança
O diagrama seguinte representa as localidades num raio de 20 km ao redor de Caledonia. 